# Банатски Чеси
Банатски Чеси (чеш. Pémové) је етничка група Чеха која се населила у 19. веку на територији Баната, чији потомци живе на територији данашње Румуније и Србије.

## Историја
Први талас досељеника из Чешке у Банат, који је од почетка 19. века био део Аустријског царства, догодио се 1823-1825. године. Углавном из Средње Чешке, око 9 хиљада људи, углавном пољопривредника, привлачио је јужни Банат због низа привилегија, укључујући ослобађање од пореза и вишегодишњег служења војног рока. Овде су основали низ села и углавном се бавили развојем шума. Други, већи број досељеника стигао је у Банат 1827-1928; то су били углавном војни досељеници, чији је задатак био да штите оближњу границу, насељавајући пограничне области у банатским планинама и дуж Дунава код Гвоздене завесе. Њихово главно занимање била је пољопривреда, дрвна индустрија, а касније и експлоатација угља у планинама. Трећи, најмањи талас досељеника из Чешке десио се 1863-1865, након што је Банат припао мађарском делу приликом стварања Аустроугарске државе. Ови дошљаци више нису оснивали нова насеља, већ су се насељавали у већ постојећа чешка села.
Због чињенице да су се насеља која су основале чешке заједнице налазила у удаљеним и понекад неприступачним крајевима, културни утицаји суседних народа за банатске Чехе били су минимизирани, што им је омогућило да сачувају свој језик и културу, укорењену у чешки начин живота 19. века. Језик банатских Чеха задржао је старе облике говора и позајмио неке изразе из румунског језика и српског језика.

## Савремени период
Тренутно постоји значајно смањење чешке популације у овом региону. Први велики талас емиграције десио се 1947-1949, затим након отварања граница са Европом 1990. године , почиње миграција, пре свега младих, укључујући и повратак у Чешку. Од 2002. године у румунском Банату живи око 4 хиљаде Чеха, а у суседној Војводини (српском делу Баната) око 1.700 Чеха.  Јачају се и друге везе са Чешком – на пример, од 2007. године отворена је недељна аутобуска линија од насеља Света Јелена у Банату до Прага.
Чешка национална мањина у данашњој Румунији је званично призната и има свог представника у доњем дому румунског парламент.

## Банатски Чеси у Румунији
Према попису из 2021. године, у Румунији је било 1.576 Чеха, од којих већина живи у Банату. Општине у којима Чеси имају значајан удео у становништву су Дубова, Гарник, Коронини, Берзаска, Лапушничел и Шопоту Ноу.
| Општина    | Жупанија      | Становништво | Број Чеха | Удео Чеха (%) |
| ---------- | ------------- | ------------ | --------- | ------------- |
| Дубова     | Мехединци     | 716          | 211       | 29,47%        |
| Гарник     | Караш-Северин | 975          | 165       | 16,92%        |
| Коронини   | Караш-Северин | 1.514        | 220       | 14,53%        |
| Берзаска   | Караш-Северин | 2.132        | 186       | 8,72%         |
| Лапушничел | Караш-Северин | 771          | 56        | 7,26%         |
| Шопоту Ноу | Караш-Северин | 896          | 50        | 5,58%         |
| Соколовац  | Караш-Северин | 1.602        | 44        | 2,75%         |

### Чешка насеља у Румунији
Према попису из 2011. у Румунији је било седам насеља која су већински насељена Чесима. Од седам насеља, пет се налазе на територији жупаније Караш-Северин (Бигар, Гарник, Равенска, Света Јелена и Шумица), а два на територији жупаније Мехединци (Ајбентал и Нова Бања).
| Насеље       | Жупанија      | Становништво | Број Чеха | Удео Чеха (%) |
| ------------ | ------------- | ------------ | --------- | ------------- |
| Гарник       | Караш-Северин | 317          | 294       | 92,74%        |
| Шумица       | Караш-Северин | 89           | 82        | 92,13%        |
| Равенска     | Караш-Северин | 88           | 71        | 80,68%        |
| Света Јелена | Караш-Северин | 360          | 289       | 80,28%        |
| Ајбентал     | Мехединци     | 249          | 196       | 78,71%        |
| Бигар        | Караш-Северин | 216          | 159       | 73,61%        |
| Нова Бања    | Мехединци     | 126          | 69        | 54,76%        |

## Банатски Чеси у Србији
- општина Бела Црква - 3,99%